# Buurman Bolderbast
Buurman 'Bertus' Bolderbast is een stripfiguur die voorkomt in sommige verhalen rond Donald Duck. Hij is bedacht door tekenaar en schrijver Carl Barks en kwam voor het eerst voor in een verhaal uit juli 1943. Zijn oorspronkelijke naam in het Engels is Neighbour Jones.

## Creatie
In de Verenigde Staten verscheen Neighbour Jones voor het eerst in het tijdschrift Walt Disney's Comics and Stories in juli 1943. Hij leek hierin nog niet op de Bolderbast van tegenwoordig. Zijn huidige uiterlijk kreeg hij in zijn tweede verhaal, Good Neighbors, dat door Barks werd gepubliceerd op 11 november 1943.
Het is niet helemaal duidelijk welk antropomorf wezen Bolderbast is; zoals veel vaste Duckstad-bewoners lijkt hij deels op een hond of beer (met o.a. een opvallende ronde zwarte neus), naast een in andere opzichten meer menselijk voorkomen (zoals zijn kapsel).

## Verhaallijnen
Bolderbast is Donalds vaste buurman. De twee hebben bijna altijd ruzie om de meest uiteenlopende dingen, wat er doorgaans in ontaardt dat ze elkaar op elke mogelijke manier het leven zuur proberen te maken. Dit gebeurt bijvoorbeeld via practical jokes, vandalisme, elkaar bekogelen met tuinafval, en allerlei andere pesterijen. Niet zelden zijn Kwik, Kwek en Kwak de ruzies tussen Bolderbast en hun oom meer dan zat, waarop ze ergens anders gaan logeren.
Het lukt Bolderbast en Donald nooit om elkaar te ontlopen. Wanneer een van hen verhuist, komen ze als gevolg van allerlei toevalligheden vaak in de nieuwe buurt weer precies naast elkaar te wonen. Ook op andere plekken, zoals vakantielocaties, lopen de twee elkaar niet zelden tegen het lijf.
Regelmatig zijn de huizen van Donald en Bolderbast afgebrand, ontploft, afgebroken of vernield door ruzies tussen de twee. Ook de tuinen moeten het niet zelden ontgelden tijdens deze ruzies. Deze liggen na een ruzie tussen de twee vaak volledig overhoop.
Volgens een verhaal uit de Donald Duck Mini Pocket-reeks waren ze vroeger de beste vrienden, maar hebben ze sinds een ijssculpturenwedstrijd altijd ruzie.

## In tekenfilms
Bolderbast is lange tijd uitsluitend een strippersonage gebleven. In 2017 dook hij op in een aflevering van DuckTales. Hier heeft hij een rol als counselor.

## Familieleden
In het verhaal Feud and Far Between uit 1964 komt Bolderbasts moeder in beeld. Ook hangt er een portret van Bolderbasts vader aan de wand. In sommige verhalen uit Italië speelt de moeder van Bolderbast wel vaker een klein rolletje. Verder blijkt hij een nichtje te hebben, dat op haar beurt ruzie heeft met Katrien Duck.

## In andere talen
- Amerikaans: Jones
- Deens: Knahrvorn
- Duits: Nachbar Berger, Nachbar Brösecke, Nachbar Knoll, Nachbar Nickel, Nachbar Schurigl of Zacharias Zorngiebel
- Engels: Neighbour Jones
- Fins: Teppo Tulppu
- Frans: Achille Lagrogne
- Indonesisch: Pokijan
- Italiaans: Vicino Jones
- Noors: Nabo Jensen
- Portugees: O vizinho Silva
- Spaans: El vecino Jones
- Zweeds: Grannen Olsson

## Varia
- In het tekenfilmpje The New Neighbour (1953) is Boris Boef eenmalig de buurman van Donald Duck. De gebeurtenissen in dit filmpje lijken erg op de verhalen rond Donald en Bolderbast.[3]
- In Barks' verhaal Outfoxed Fox (1954) blijkt dat de volledige Engelse naam van Bolderbast Jughead Jones is.[4] Deze naam moest echter weer worden ingetrokken in verband met copyright; in de verhalen van Archie Comics kwam al een personage met dezelfde naam voor (zie ook The Archies).